# Bretagne-de-Marsan
Bretagne-de-Marsan é uma comuna francesa na região administrativa da Nova Aquitânia, no departamento Landes. Estende-se por uma área de 12,83 km². Em 2010 a comuna tinha 1 599 habitantes (densidade: 124,6 hab./km²).